# گل شیپور طلایی
گل شیپور طلایی(نام علمی: Allamanda cathartica) نام یک گونه از تیره خرزهره‌ایان است.